# Dub letní v ulici Nad Výšinkou
Dub letní v ulici Nad Výšinkou je památný strom, který roste v Praze 5 v ulici Nad Výšinkou čp. 1259 poblíž křižovatky s ulicí Na Hřebenkách, v zahradě u domu. Je nepřístupný, z ulice je viditelná pouze vrchní část koruny.

## Parametry stromu
- Výška (m): 23,0
- Obvod (cm): 310
- Ochranné pásmo: ze zákona
- Datum prvního vyhlášení: 21.08.1998[1][2]
- Odhadované stáří: 160 let (r. 2016)[3]

## Popis
Dub má krátký kmen, který se nízko nad zemí rozděluje na dvě mohutné větve. Ty pak nesou bohatou rozložitou korunu. Koruna je na straně domu mírně omezena a rozpíná se tak do zahrady. Jeho zdravotní stav je velmi dobrý.

## Historie
Strom byl vysazen kolem roku 1855 na stráni nad usedlostí Vyšínka.

## Památné stromy v okolí
- Dub uherský u Palaty